# 國際性工作者日

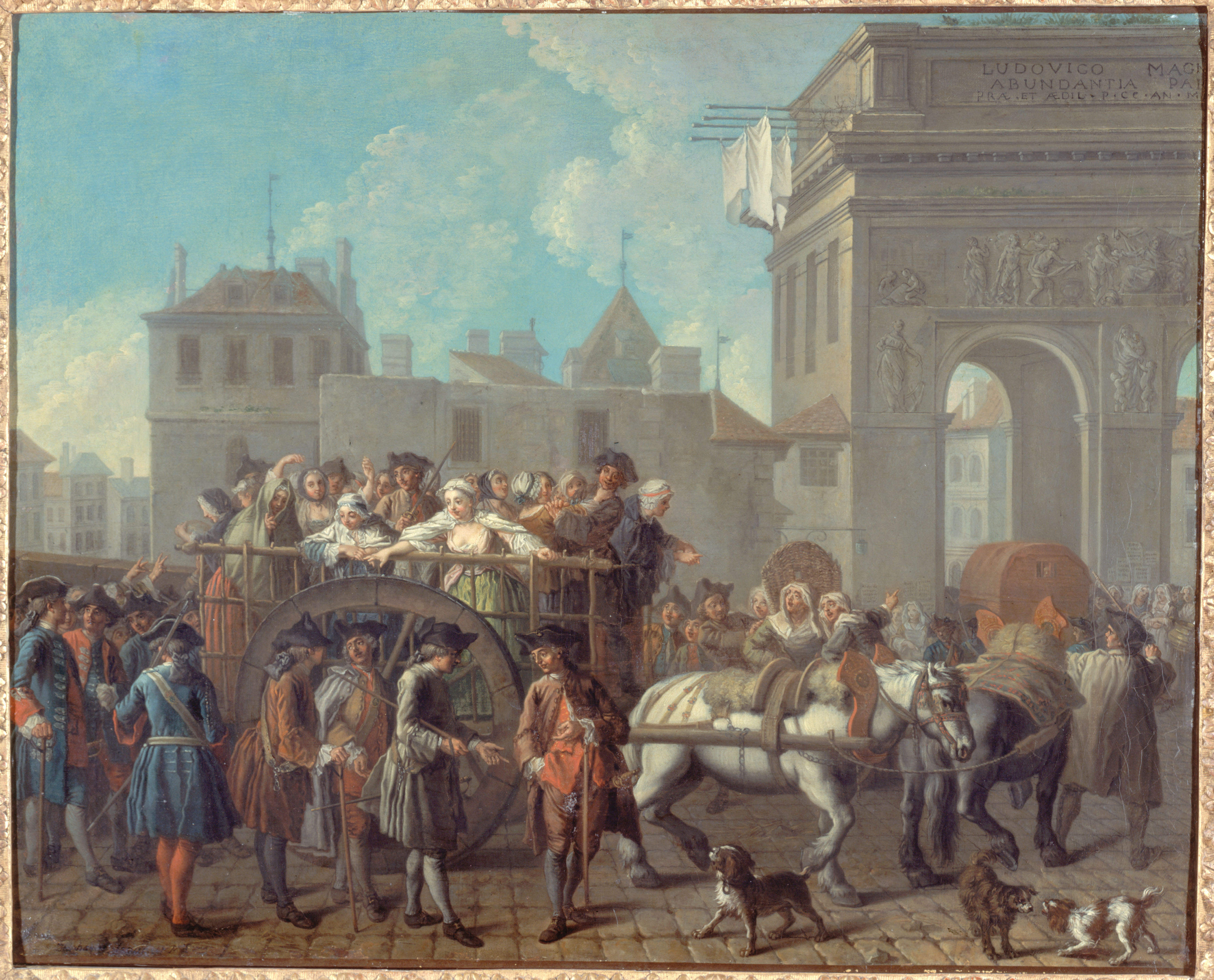
法国妓女被带到Salpêtrière 监狱（ Étienne Jeaurat ，1745 年）

国际妓女日或国际性工作者日是为了纪念 1975 年 6 月 2 日一百多名性工作者占领里昂圣尼齐尔教堂，以引起人们注意他们糟糕的工作環境。 自 1976 年以来，每年 6 月 2 日都会举行庆祝活动，向性工作者致敬並使人們關注他們的工作環境。

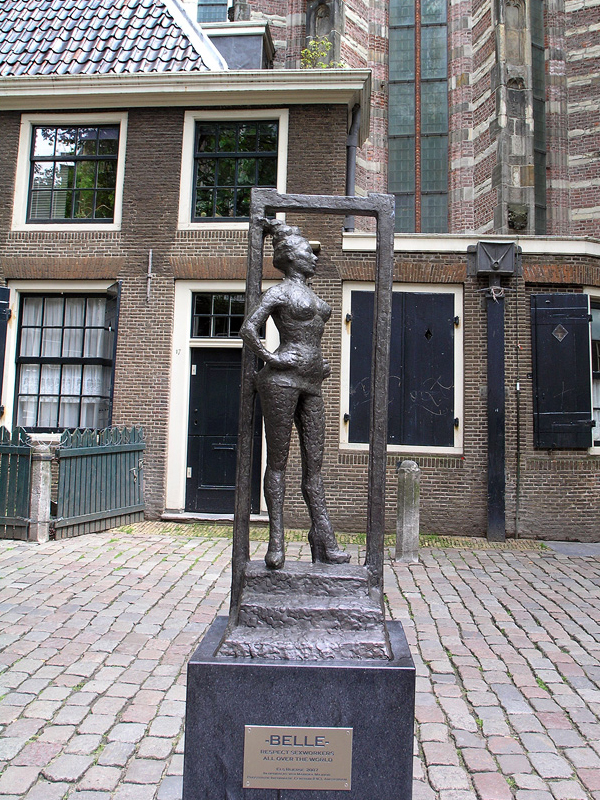
在阿姆斯特丹德瓦伦红灯区的老教堂前的青铜雕像Belle 。于 2007 年 3 月揭幕，下方写着“尊重全世界的性工作者”。

1970 年代，法国警方不斷對性工作者施壓。迫使越來越多性工作者進行地下交易。结果，性工作者受到的保護越來越少，并导致了更多對性工作者的暴力。在發生了兩起謀殺案後，政府的不作為導致里昂的性工作者罷工，並占领了聖尼濟耶教堂。罢工者高唱政治口号，要求体面的工作環境和结束污名化。
八天后，警察對教堂進行清場。 该活动象徵着国际性工作者争取性工作者权利运动的起点。 

## 德国
2011 年 5 月 29 日德国波鸿题为“没有房间的女性”的報告表明，性工作者的工作環境自 1975 年以来一直没有改善。這項報告表明多特蒙德的性工作者工作環境無異於1975年里昂的性工作者。 

## 資料來源
1. ↑  . Die Welt (Die Welt - Online). 2009-06-07  [2011-06-02]. （原始内容存档于2016-12-01） （德语）.
2. ↑  . Bochumer Stadt- und Studierendenzeitung (bsz). 2010-05-17  [2013-06-02]. （原始内容存档于2016-03-04） （德语）.
3. ↑  . Sexclusivitäten - Laura Méritt.   [2013-06-02]. （原始内容存档于2017-11-07） （德语）.
4. ↑   (PDF). Madonna e.V.   [2013-06-02]. （原始内容 (PDF; 414 kB)存档于2013-03-19） （德语）.

## 相關書籍
- Agustín, Laura Maria. "Sex at the Margins: Migration, Labour Markets and the Rescue Industry", 2007, Zed Books, ISBN 978-1-84277-859-3
- Agustín, Laura Maria. The Naked Anthropologist  （页面存档备份，存于）.
- Kempadoo, Kamala; Doezema, Jo (编). . Routledge. 1998. ISBN 978-0-415-91829-9.
- Leigh, Carol. "Unrepentant Whore: The Collected Works of Scarlot Harlot", 2004, Last Gasp, ISBN 978-0-86719-584-2
- Nagle, Jill. "Whores and Other Feminists", 1997, Routledge, ISBN 978-0-415-91822-0
- Pheterson,Gail. "A Vindication of The Rights of Whores", 1989, Seal Press ISBN 978-0-931188-73-2
- Weitzer, Ronald. 1991. "Prostitutes’ Rights in the United States", Sociological Quarterly, v. 32, no.1, pages 23–41.